# 임윤지당
임윤지당(任允摯堂, 1721년~1793년)은 조선 후기의 성리학자로, 본관은 풍천, 호는 윤지당(允摯堂), 강원도 원주 출신이다.

## 경력

### 유년시절
임윤지당은 1721년 함흥 판관을 지낸 임적(1685년~1727년)의 딸로 태어났다. 동생인 임정주(任靖周)가 쓴 전기《임윤지당유고》의 유사에 의하면 임윤지당은 학문에 재능이 있어서, 형제들과 경전, 역사, 인물, 정치에 대해 토론을 하였다. 하지만 조선시대에는 여성들의 재능이 활용되지 못했으므로, 학문적 재능을 발휘하기보다는 어른을 공경하고 정숙하게 행동하는 유교적 윤리를 실천하였다. 하지만 송시열의 동무 임의백(任義伯)이 고조할머니인 임윤지당의 재능은 숨겨질 수 없었다. 그 근거로 동생 임정주(任靖周)에 의하면 여동생의 재능을 알아본 둘째 오라버니 임성주(任聖周,1711년~1788년)는 효경, 열녀전, 소학, 사서 등을 가르쳤는데, 임윤지당은 낮에는 일상생활을 하고, 밤마다 공부하였다.

### 결혼
1739년에는 원주 출신 선비 신광유와 결혼했으나 결혼한 지 8년이 지난 1747년에 남편을 잃었으며, 아이마저 어릴적에 죽었다. 임윤지당은 두 명의 시어머니가 계셨는데 한 분은 낳아준 어머니이고, 한 분은 큰어머니이다. 모실 정도로 효성이 지극하고 인정이 많았으며, 두 시동생이 모든 일을 형수님에게 물어서 하고 어머니처럼 섬길 정도로 집안에서 존중 받았다. 하지만 그녀의 진짜 모습은 학자였다. 임윤지당은 큰 오라버니 임명주(任命周)가 세상을 떠나자 한문으로 제문을 지음으로써 여성은 학문을 할 수 없다는 남성들의 편견을 깨부수었다. 또한 시부모가 세상을 떠나 시간적 여유가 생기자 조선시대 남성의 전유물로 여겨지던 성리학을 여성의 시각으로 연구하여 성리학 분야에 많은 업적을 남겼다. 역사학자 이덕일은 임윤지당을 가리켜 우주, 사람, 사람과 사물의 이치등의 넓은 주제를 연구하는 학자요, 고요하고 한가로워 조금도 얽매임이 없는 자유인이었다고 주장한다. 그녀의 저서로 《윤지당유고 (允摯堂遺稿)》가 전해지고 있다.

### 어록과 일화
임윤지당은 성리학자였다. 그는 학문에 대해 나름대로 말하였으며, 학문적 내공이 얼마나 뛰어난가를 말해주는 이야기도 있다. 발췌한 출처는 역사학자 이덕일박사의《여인열전》(이덕일 지음, 김영사 p.334,336)이다.
| “ | 나는 어릴적부터 성리학이란 학문이 있음을 알았다. 조금 자라서는 고기 맛이 입을 즐겁게 하듯이 학문을 좋아하여 그만두려고 해도 그만둘 수가 없었다.이에 감히 아녀자의 분수에 구애받지 아니하고 경전에 기록된 것과 성현의 교훈을 마음을 다해 탐구하였다. | ” |

(p.334)
| “ | 둘째 형님께서 양근 군수로 계실적에 협과 홉 형제가 별당에서 공부를 하고 있었다. 그때 누님께서 원주에서 오셔서 관사에 머물고 계셨는데, 조카들이 매일 아침 저녁으로 문안인사를 드렸다. 하루는 누님께서 "오늘 공부는 어떠하냐?"라고 물으시니 조카는 "날이 더워 고통을 견딜 수 없습니다."라고 대답하였다. "그러면 부채질을 하느냐?"고 묻자, "그렇습니다."라고 대답하였다. 누님께서 "정신을 집중해서 책을 읽으면 가슴에서 자연히 서늘한 기운이 생기는데, 부채질할 이유가 있겠는가? 너희들이 아직도 헛된 독서를 면치 못했구나."라고 하셨다. 이 한 마디 말씀으로 미루어보면 누님의 존심양성(存心養性)하신 수양의 경지를 가히 알 수 있다./동생 임정주의 임윤지당유고 | ” |

(p.336)

## 사진

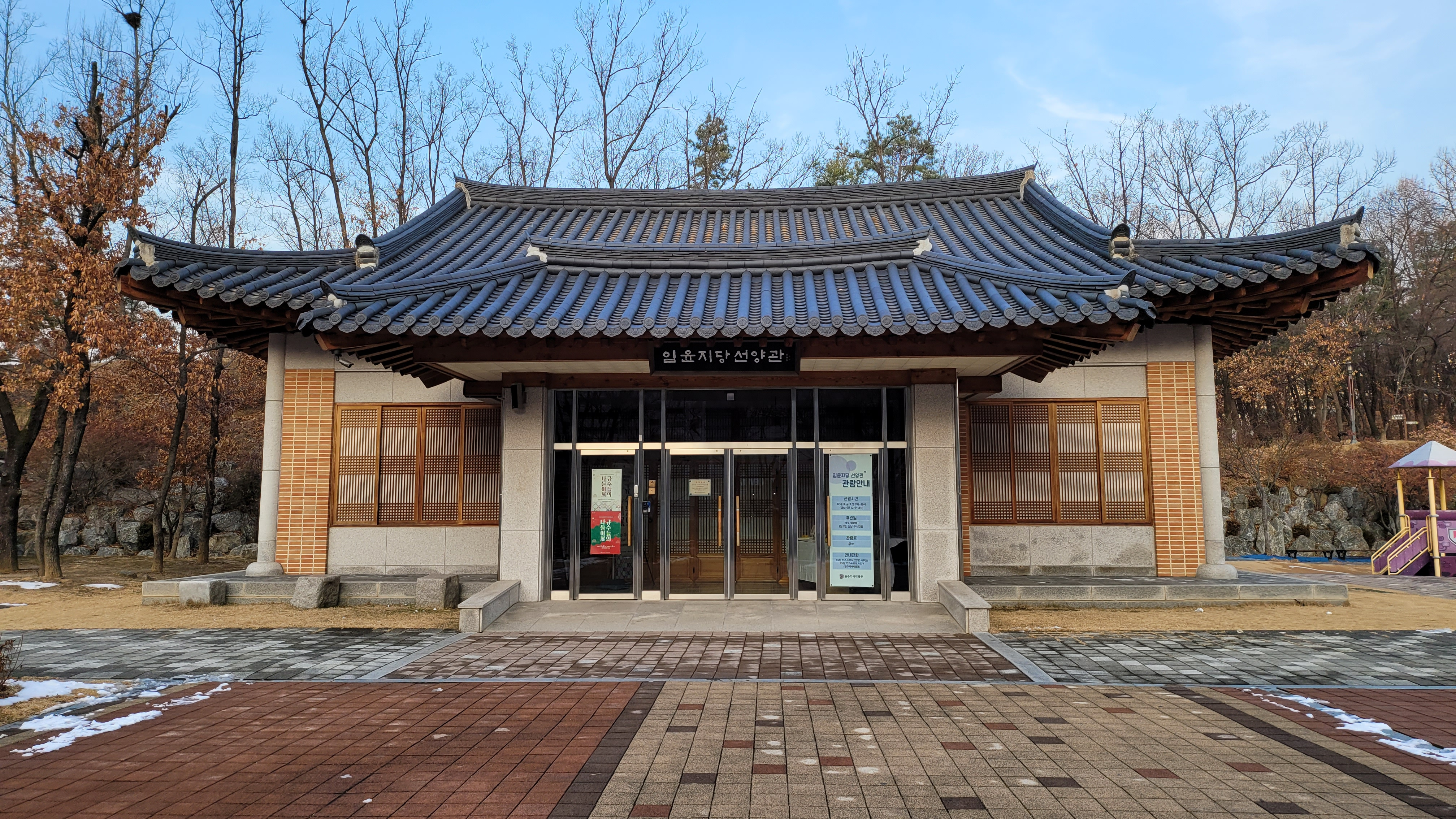
임윤지당 선양관.
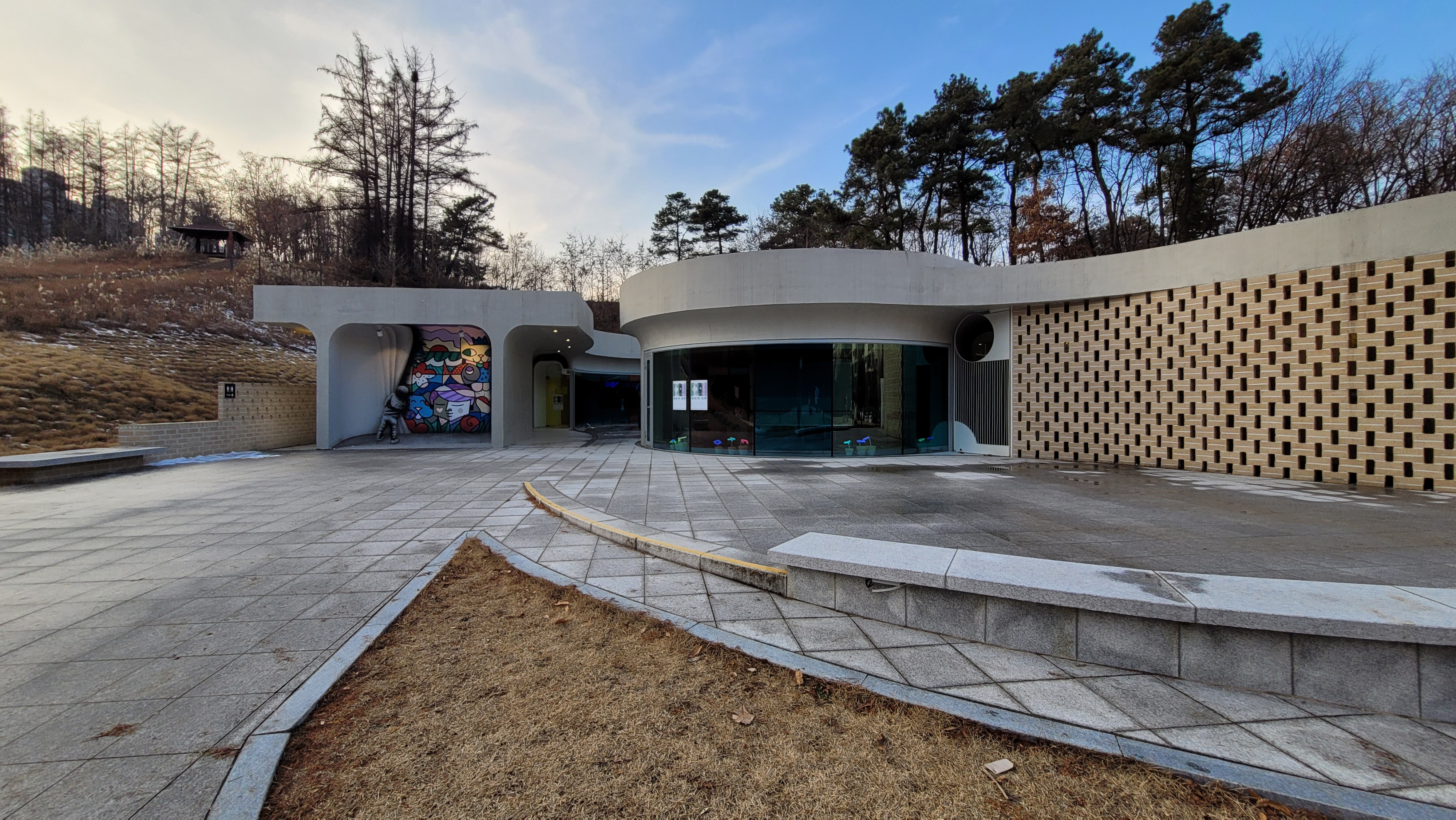
아트갤러리.